# Буровдал (гора)
Буровда́л — гірська вершина у східній частині Великого Кавказу. Знаходиться на півночі Азербайджану.